# Michael Künast
Michael Künast (* 14. Februar 1961 in Neuenbürg) ist ein ehemaliger deutscher Fußballspieler.

## Karriere
1966 begann Künast das Fußballspielen in der Jugendabteilung des FV Neuenbürg. Später wechselte er zum 1. FC Birkenfeld, bevor er 1978 zu Eintracht Frankfurt ging. In vier Jahren Fußball-Bundesliga mit der Eintracht kam er auf 22 Ligaeinsätze. 1980 gewann er den UEFA-Pokal, 1981 den DFB-Pokal, in beiden Wettbewerben kam er kein Mal zum Einsatz. 1983 zog es Künast weiter zum Karlsruher SC in die zweite Liga, 1984 glückte der Aufstieg in die Bundesliga. Beim KSC spielte Künast bis Ende 1987, bevor er bei SV Darmstadt 98 die Rückrunde spielte. Zu Saisonbeginn 1989 spielte er in Österreich, bei FK Austria Wien. Künast war der Wunschspieler von Trainer Gustl Starek. Nachdem Starek nicht mehr Trainer bei Austria war, wurde Künast im Frühjahr 1989 an den SV Stockerau und im Frühjahr 1990 an den Kremser SC verliehen. Künast spielte noch beim Grazer AK, Austria Klagenfurt, SCR Altach, SCR Altach und VfR Pforzheim, bevor er 1998 seine Karriere beim FC Neureut als Spielertrainer beendete. Seit der Saison 2015/16 ist er als Trainer beim SV Königsbach aktiv.

## Privates
Künast absolvierte eine Ausbildung zum Groß- und Außenhandelskaufmann.